# 庫桑科斯基

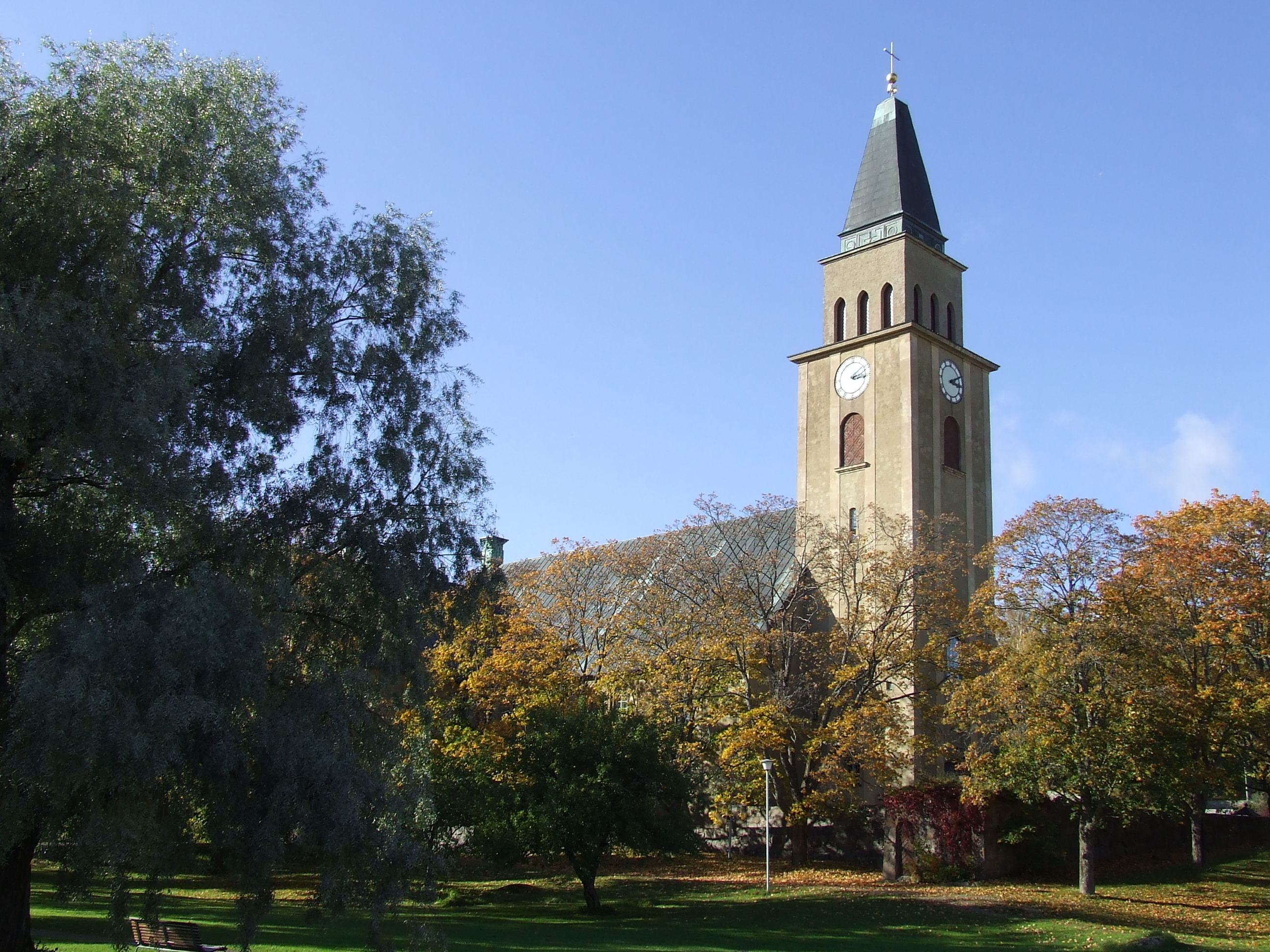
庫桑科斯基教堂

庫桑科斯基（芬蘭語：Kuusankoski）是芬蘭屈米河谷区一个已废置的市鎮，距離首都赫爾辛基約130公里，面積129.5平方公里，主要經濟活動是工業，2008年人口19,739。2009年初时与其它市镇一起合并至科沃拉市。

## 外部連結
- 科沃拉市官方网站 （页面存档备份，存于） （文）

60°54′30″N 26°37′25″E / 60.90833°N 26.62361°E